# Kabab barg
El kabāb-e barg (en persa, کباب برگ, kabāb-e barg; literalmente, 'kebab de hoja') es un plato de kabab de pollo, cordero o ternera a la parrilla y marinado al estilo persa. Los ingredientes principales de kabab-e barg son los filetes de solomillo de ternera, cordero y, con menor frecuencia, pollo, junto con las cebollas y el aceite de oliva.

## Preparación
La carne se corta en tiras y se le da una marinada en aceite de oliva, cebolla, ajo, azafrán, sal y pimienta negra. Luego se pincha y se asa a la parrilla. Los tomates se asan por separado y, a menudo, se sirven al lado con arroz o pan, a veces condimentados con zumaque.
En los restaurantes iraníes, la combinación de un kabab barg y un kabab kubideh suele denominarse soltānī, que significa «al estilo sultán». Un barg, un kubideh y un kabab de pechuga de pollo es un şāh äbbāsī. 